# 자수가사
자수가사(刺繡袈裟)는 서울특별시 강남구 논현동, 한국자수박물관에 있는 조선시대의 가사이다. 가사는 승려들이 의식 때 장삼 위에 입는 법의(法衣)다. 조선 후기에 제작한 자수가사는 국내에 현전하는 고가사(古袈裟) 20여점 중 전체를 수놓은 유일한 유물이다. 1979년 2월 8일 대한민국의 보물 제654호로 지정되었다.

## 개요
자수가사(刺繡袈裟)는 25조(條)의 대가사로 크기는 240cm ×63cm이다. 가사는 각 줄마다 4면은 길고 1면이 짦은 4장 1단(4長1短)으로 구성되었다. 가장 윗 단에는 부처불, 둘째와 셋째 단에는 보살, 넷째 단에는 경전, 다섯째 단에는 존자가 나란히 배열되어 있다. 흰색의 무늬가 없는 비단 바탕 위에 불, 보살, 경전, 존자를 자련수·평수·선수 등의 기법과 노랑·주홍 등의 색실을 사용하여 정교하고 아름답게 수놓았다.
이 가사는 18세기 전기의 것이라고 전해지고 있으며, 가사 후면에 사람 이름이 있으나 생존 연대를 확인할 수는 없다.
현재 전해 내려오는 가사로는 10여 점이 있으며, 그 중에서도 이 가사는 전체가 그림으로 자수된 유일한 유물이다.

## 같이 보기
- 가사

## 참고 자료
- 자수가사 - 국가유산청 국가유산포털